# 赖夫
赖夫是德国莱茵兰-普法尔茨州的一个市镇。总面积5.80平方公里，总人口59人，其中男性31人，女性28人（2011年12月31日），人口密度10人/平方公里。